# Martin Wiberg
Martin Wiberg   (Viby, 4 de setembre de 1826 - Estocolm, 29 de desembre de 1905) va ser un inventor suec que va crear la primera màquina compacta de la grandària d'una màquina de cosir que és capaç d'imprimir taules logarítmiques. Així doncs, se'l considera un dels pioners de la informàtica per aquesta invenció.

## Biografia
Martin Wiberg es va matricular a la Universitat de Lund, a Escània, el 1845, i es va doctorar en Filosofia el 1850. L'any 1876, les primeres taules impreses amb la seva màquina van ser publicades en anglès, francès i alemany, i van ser investigades a l'Acadèmia Francesa de les Ciències, que també va publicar un informe extens sobre ell el 1863. El dispositiu es va inspirar en una feina similar realitzada per Per Georg Scheutz, atès que tenia la mateixa capacitat encara que mecànicament era similar al motor de la màquina diferencial de Charles Babbage.
A dia d'avui, el dispositiu es conserva en el Museu de Ciència i Tecnologia de Suècia, a Estocolm. Tanmateix, Wiberg no va aconseguir vendre la seva màquina ni tampoc va vendre les taules de sortida a causa del seu mal aspecte. A part d'aquest invent, també va crear molts altres dispositius, com una desnatadora i un model primitiu de pulsorreactor, però cap d'aquests va obtenir èxit comercial.

## Galeria
- Martin Wiberg i el seu dispositiu diferencial

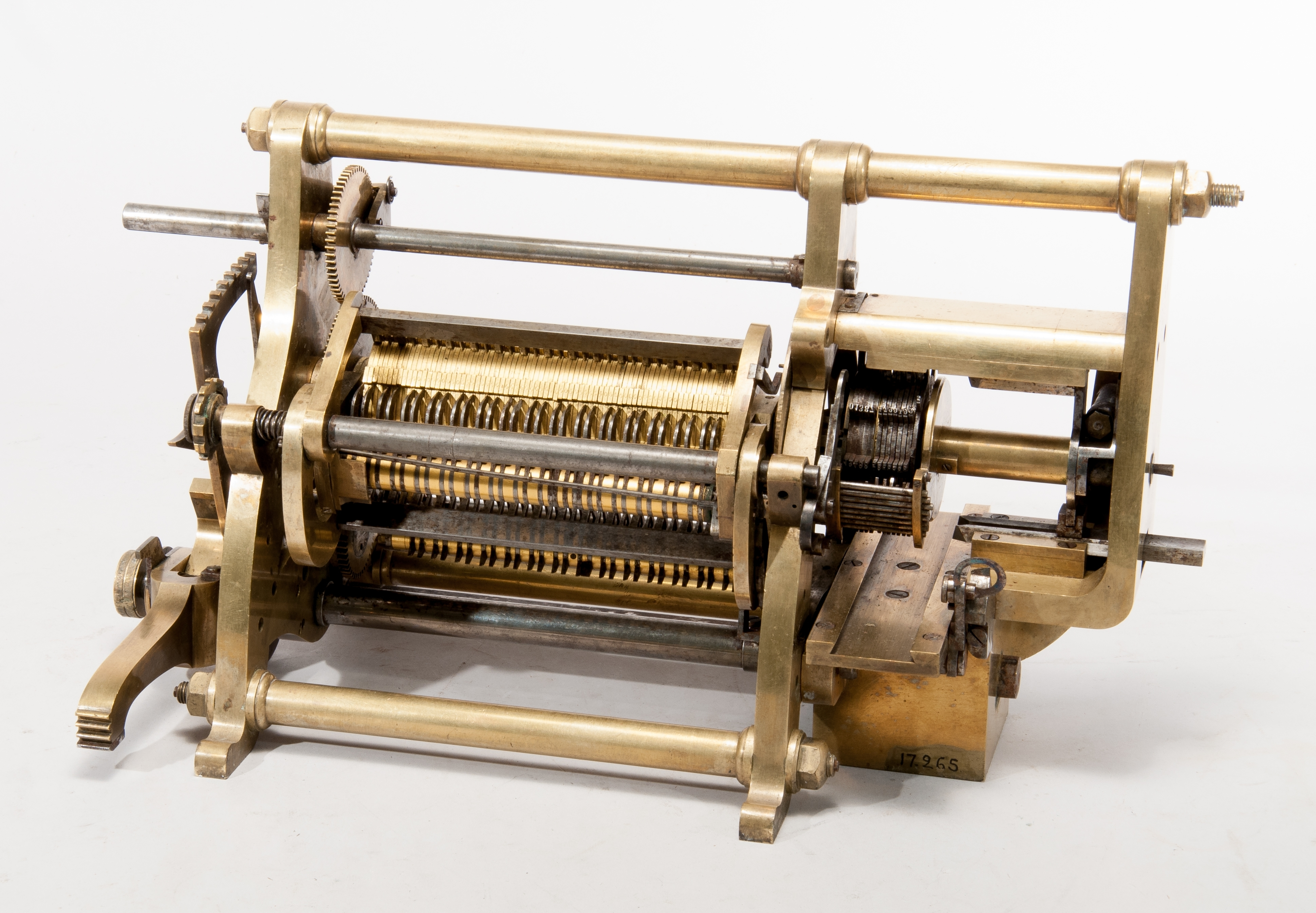
El prototip conservat en elMuseu de Ciència i Tecnologia de Suècia